# Muhammad Sabah al-Salim as-Sabah

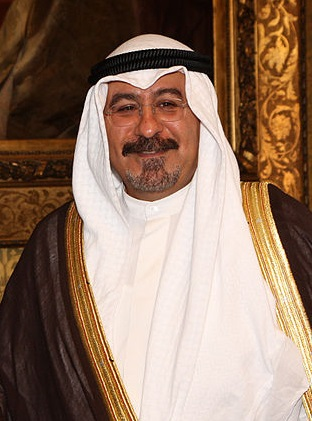
Muhammad Sabah as-Salim as-Sabah (2011)

Scheich Muhammad Sabah al-Salem al-Sabah (arabisch محمد صباح السالم الصباح Muhammad Sabah as-Salim as-Sabah, DMG Muḥammad Ṣabāḥ as-Sālim aṣ-Ṣabāḥ; * 10. Oktober 1955) ist ein kuwaitischer Politiker und Mitglied der Herrscherfamilie. Er war zunächst stellvertretender Premierminister und Außenminister und schließlich vom 4. Januar 2024 für kurze Zeit Premierminister von Kuwait, bis ihn am 15. April 2024 sein Cousin Ahmad al-Abdullah as-Sabah in diesem Amt ablöste.

## Leben

### Ausbildung
Muhammad Sabah as-Salim as-Sabah wurde am 10. Oktober 1955 als Sohn des ehemaligen Emirs von Kuwait, Scheich Sabah al-Salim as-Sabah geboren. Seine Mutter, Nuriya al-Ahmad as-Sabah, ist eine Schwester des derzeitigen Emirs Mischal al-Ahmad und eine Tochter des Emirs Ahmad al-Dschabir.  Sein älterer Bruder ist Salim Sabah al-Salim as-Sabah, ehemaliger Verteidigungs- und Innenminister. Muhammad Sabah as-Salim as-Sabah erwarb einen Bachelor-Abschluss in Wirtschaftswissenschaften am Claremont McKenna College und einen Master-Abschluss sowie einen Doktortitel in Wirtschaftswissenschaften und Nahoststudien an der Harvard University.

### Karriere
1993 wurde er zum Botschafter von Kuwait in den Vereinigten Staaten ernannt. Er blieb in dieser Position bis zum 14. Februar 2001, als er zum Staatsminister für auswärtige Angelegenheiten ernannt wurde. Von Januar 2003 bis Juli 2003 war er Finanzminister. Am 11. Februar 2006 wurde Muhammad zum stellvertretenden Premierminister ernannt und behielt gleichzeitig das Amt des Außenministers.
Am 18. Oktober 2011 trat er aus Protest gegen angebliche Korruption in der kuwaitischen Regierung von seinem Amt zurück. Nach seinem Ausscheiden aus dem Amt begann er eine Tätigkeit als Gastwissenschaftler an der Universität Oxford.
Muhammad Sabah as-Salim as-Sabah ist mit Firyal Duʿaidsch as-Salman as-Sabah verheiratet und hat vier Kinder.

## Mitgliedschaften
- Vorsitzender des Verwaltungsrats des Kuwait Fund for Arab Economic Development (2003–2011)
- Mitglied des Obersten Rates der Umweltbehörde (2003–2011)
- Mitglied des Nationalen Sicherheitsrates (2003–2011)
- Mitglied des Obersten Rates für Planung und Entwicklung (2006–2011)
- Mitglied des Nationalen Kernenergieausschusses von Kuwait (2009–2011)
- Amtierender Vorsitzender der Kommission für den öffentlichen Dienst (2003–2011)

## Ehrungen und Auszeichnungen
- 2014 Robert and JoAnn Bendetson Global Leadership Award in Public Diplomacy von der Fletcher School an der Tufts University[5]
- 1978 Empfänger des Salvatori-Stipendiatenpreises